# توکسان‌بایوو
توکسان‌بایوو (انگلیسی: Tuksanbayevo) یک شهرک در شهرستان میاکینسکی استان باشقیرستان کشور روسیه است.